# John Tate
John Torrence Tate, Jr. (Minneapolis, Minnesota, 13 de marzo de 1925-16 de octubre de 2019) fue un matemático estadounidense, distinguido por sus muchas contribuciones a la Teoría algebraica de números, la geometría aritmética y áreas relacionadas en la geometría algebraica. Fue galardonado con el Premio Abel en 2010.

## Biografía
Tate nació en Minneapolis, el 13 de marzo de 1925. Su padre, John Torrence Tate, fue profesor de física en la Universidad de Minnesota y editor durante muchos años de Physical Review. Su madre, Lois Beatrice Fossler, era profesora de inglés en un instituto. Tate Jr. se licenció en Matemáticas en 1946 por la Universidad de Harvard e ingresó en el programa de doctorado en Física de la Universidad de Princeton. Más tarde se trasladó al departamento de matemáticas y se doctoró en matemáticas en 1950 tras completar una tesis doctoral titulada "Fourier analysis in number fields and Hecke's zeta functions"  bajo la supervisión de Emil Artin. Tate enseñó en Harvard durante 36 años antes de incorporarse a la Universidad de Texas en 1990 como Sid W. Richardson Foundation Regents Chair. Se retiró del departamento de matemáticas de Texas en 2009 y regresó a Harvard como profesor emérito.
Tate falleció en su casa de Lexington, Massachusetts el 16 de octubre de 2019, a la edad de 94 años.

## Investigaciones de John Tate
La tesis de Tate (1950) sobre el análisis de Fourier en campos algebraicos de números se ha convertido en uno de los ingredientes de la moderna teoría de las formas automórficas y sus funciones L, especialmente por su uso del anillo de adele, su autodualidad y el análisis armónico sobre él; independientemente y un poco antes, Kenkichi Iwasawa obtuvo una teoría similar. Junto con su asesor Emil Artin, Tate dio un tratamiento cohomológico de la teoría global de clases de campos utilizando técnicas de cohomología de grupos aplicadas al grupo algebraico adélico y a la cohomología de Galois. Este tratamiento hizo más transparentes algunas de las estructuras algebraicas de los enfoques anteriores de la teoría de campos de clases, que utilizaban álgebras de división central para calcular el grupo de Brauer de un campo global.
Posteriormente, Tate introdujo lo que hoy se conoce como grupo cohomológico de Tate. En las décadas siguientes a ese descubrimiento amplió el alcance de la cohomología de Galois con la dualidad de Poitou-Tate, el grupo de Tate-Shafarevich y las relaciones con la teoría K algebraica. Con Jonathan Lubin, refundió la teoría local de campos de clases mediante el uso de la grupos formales, creando la teoría local de Lubin-Tate de la multiplicación compleja.
También ha hecho una serie de contribuciones individuales e importantes a la teoría de p-ádicos; por ejemplo, puede decirse que la invención de Tate de los espacios analíticos rígidos ha engendrado todo el campo de la Geometría analítica rígida.Encontró un análogo p de la teoría de Hodge, ahora llamado teoría de Hodge-Tate, que se ha convertido en otra técnica central de la teoría algebraica de números moderna. Otras innovaciones suyas incluyen la parametrización «curva de Tate» para ciertas curvas elípticas p-ádicas y el grupos p-divisibles (Tate-Barsotti).
Muchos de sus resultados no se publicaron inmediatamente y algunos de ellos fueron redactados por Serge Lang, Jean-Pierre Serre, Joseph H. Silverman y otros. Tate y Serre colaboraron en un artículo sobre buena reducción de variedades abelianas. La clasificación de las variedades abelianas sobre campo finito fue llevada a cabo por Taira Honda y Tate (el teorema Honda-Tate).
Las conjeturas de Tate son el equivalente para la cohomología exacta de la conjetura de Hodge. Se refieren a la acción de Galois sobre la cohomología ℓ-ádica de una variedad algebraica, identificando un espacio de «ciclos de Tate» (los ciclos fijos para una acción convenientemente torcida de Tate) que elige conjeturalmente los ciclos algebraicos. Un caso especial de las conjeturas, que están abiertas en el caso general, fue la demostración del conjetura de Mordell por Gerd Faltings.
Tate también ha tenido una gran influencia en el desarrollo de la teoría de números a través de su papel como asesor de doctorado. Entre sus alumnos se encuentran George Bergman, Ted Chinburg, Bernard Dwork, Benedict Gross, Robert Kottwitz, Jonathan Lubin, Stephen Lichtenbaum, James Milne, V. Kumar Murty, Carl Pomerance, Ken Ribet, Joseph H. Silverman, Dinesh Thakur, y William C. Waterhouse.

## Premios
En 1956, Tate recibió el Premio Cole de la Sociedad Matemática Americana por sus destacadas contribuciones a la teoría de números. Fue elegido miembro de la Academia Americana de las Artes y las Ciencias en 1958. Fue elegido miembro de la Academia Nacional de Ciencias de los Estados Unidos en 1969. En 1992, fue elegido Miembro Extranjero de la Academia Francesa de Ciencias. En 1995, recibió el Premio Leroy P. Steele a la Trayectoria de la Sociedad Matemática Americana. Recibió el Premio Wolf de Matemáticas en 2002/03 por la creación de conceptos fundamentales en la teoría algebraica de números. En 2012, se convirtió en miembro de la Sociedad Matemática Americana.
En 2010, la Academia Noruega de Ciencias y Letras, de la que era miembro,  le otorgó el Premio Abel, citando "su vasto y duradero impacto en la teoría de números". Según un comunicado del comité del Premio Abel, "Muchas de las principales líneas de investigación en teoría algebraica de números y geometría aritmética solo son posibles gracias a las incisivas contribuciones y las esclarecedoras ideas de John Tate. Realmente ha dejado una huella notable en las matemáticas modernas".
William Beckner, presidente del Departamento de Matemáticas de la Universidad de Texas en Austin, ha descrito a Tate como "uno de los matemáticos seminales del último medio siglo".

## Publicaciones seleccionadas
- Tate, John (1950), Fourier analysis in number fields and Hecke's zeta functions., Princeton University Ph.D. thesis under Emil Artin. Reprinted in Cassels, J. W. S.; Fröhlich, Albrecht, eds. (1967), Algebraic number theory, London: Academic Press, pp. 305-347, MR 0215665.
- Tate, John (1952), «The higher dimensional cohomology groups of class field theory», Ann. of Math., 2 56 (2): 294-297, JSTOR 1969801, MR 0049950, doi:10.2307/1969801.
- Lang, Serge; Tate, John (1958), «Principal homogeneous spaces over abelian varieties», American Journal of Mathematics 80 (3): 659-684, JSTOR 2372778, MR 0106226, doi:10.2307/2372778.
- Tate, John (1965), «Algebraic cycles and poles of zeta functions», Arithmetical Algebraic Geometry (Proc. Conf. Purdue Univ., 1963), New York: Harper & Row, pp. 93-110, MR 0225778.
- Lubin, Jonathan; Tate, John (1965), «Formal complex multiplication in local fields», Annals of Mathematics 81 (2): 380-387, JSTOR 1970622, MR 0172878, doi:10.2307/1970622.
- Tate, John (1966), «Endomorphisms of abelian varieties over finite fields», Inventiones Mathematicae 2 (2): 134-144, Bibcode:1966InMat...2..134T, MR 0206004, S2CID 245902, doi:10.1007/bf01404549.
- Tate, John (1967), «p-divisible groups»,  en Springer, T. A., ed., Proceedings of a Conference on Local Fields, Springer-Verlag, pp. 158-183, MR 0231827.
- Artin, Emil; Tate, John (2009), Class field theory, AMS Chelsea Publishing, ISBN 978-0-8218-4426-7, MR 2467155.
- Serre, Jean-Pierre; Tate, John (1968), «Good reduction of abelian varieties», Annals of Mathematics 88 (3): 462-517, JSTOR 1970722, MR 0236190, doi:10.2307/1970722.
- Tate, John (1971), «Rigid analytic spaces», Inventiones Mathematicae 12 (4): 257-289, Bibcode:1971InMat..12..257T, MR 0306196, S2CID 121364708, doi:10.1007/bf01403307.
- Tate, John (1976), «Relations between K2 and Galois cohomology», Inventiones Mathematicae 36: 257-274, Bibcode:1976InMat..36..257T, MR 0429837, S2CID 118285898, doi:10.1007/bf01390012.
- Tate, John (1984), Les conjectures de Stark sur les fonctions L d'Artin en s=0, Progress in Mathematics 47, Boston, Massachusetts: Birkhäuser Boston, Inc., ISBN 0-8176-3188-7, MR 0782485.
- Collected Works of John Tate: Parts I and II, American Mathematical Society, (2016)